# Reja (hidráulica)

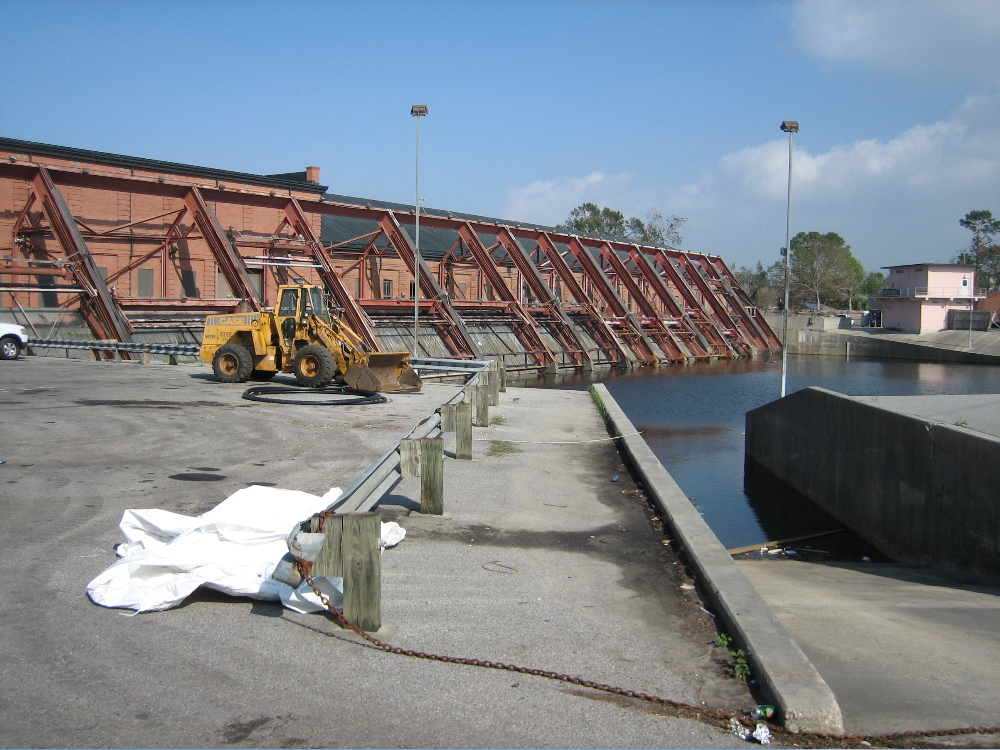
Reja equipada con limpiador mecánico en una estación de bombeo en Nueva Orleans.

En varias obras hidráulicas se utilizan rejas para proteger equipamientos delicados, como pueden ser bombas hidráulicas, plantas de tratamiento de agua potable, plantas de tratamiento de aguas servidas, sistemas de riego, etc.
De acuerdo con el tipo de agua que llega, y del contenido de materiales gruesos que se quieren retener fuera de las instalaciones, las rejas pueden ser:
- de limpieza manual; o,
- de limpieza mecánica.

La operación de desbaste puede ser más o menos eficaz, según la separación entre los barrotes de la reja:
- desbaste fino, con una separación de los barrotes de 3 a 10 mm;
- desbaste medio, con una separación de 10 a 25 mm entre los barrotes; y,
- predesbaste, con una separación de 50 a 100 mm.

Es aconsejable, en función de la cantidad de material que trae la corriente, colocar más de una reja, para ir reteniendo sucesivamente el material cada vez más fino.